# Kastanjemannen (TV-serie)
Kastanjemannen (danska: Kastanjemanden) är en dansk kriminalserie från 2021, skapad av Dorte Warnøe Høgh, Mikkel Serup och Søren Sveistrup. Serien är baserad på romanen med samma namn av Sveistrup.
Serien hade premiär på streamingtjänsten Netflix den 29 september 2021 och består av sex avsnitt. En andra säsong är planerad att ha premiär 2026.

## Handling
Serien handlar om den unga kriminalaren Naia Thulin och hennes nya partner Mark Hess. De tilldelas ett fall där en ung kvinna har hittats brutalt mördad på en lekplats. Kvinnan saknar sin ena hand och ovanför hennes hänger en liten gestalt gjord av kastanjer.

## Rollista (i urval)
| - Danica Curcic – Naia Thulin - Mikkel Boe Følsgaard – Mark Hess - David Dencik – Simon Genz - Esben Dalsgaard – Steen Hartung - Iben Dorner – Rosa Hartung - Lars Ranthe – Nylander - Louis Næss-Schmidt – Gustav Hartung | - Ali Kazim – Nehru - Liva Forsberg – Le Thulin - Anders Hove – Aksel - Morten Brovn – Frederik Vogel - Marie-Lydie Melono Nokouda – Liv Christiansen - Kristian Høgh Jeppesen – Engells - Anders Nyborg – Abildgård |